# カコボラ
カコボラ（加古法螺、Cymatium (Monoplex) parthenopeus）は、フジツガイ科 Cymatiidae に属する巻貝である。

## 形態
貝殻は約12 cm以下。螺層には2本、体層には多数の螺肋がめぐらされ、全体的に毛が生えた殻皮におおわれたものが多いが、毛がほとんど無い個体もある。殻口外唇とのその約180度反対側に縦張肋が張り出すことが多い。殻口は黒色または橙色で、白い襞が両側に並ぶ。水管溝は短い。蓋は角質で核は下端にある。足（吸盤）にはヒョウのような斑点模様がある。

## 生態
温帯の潮間帯下部から水深約50 mにかけての岩礫底に棲み、肉食性。本属のベリジャー幼生は長生きするので大西洋にまで分布する。幼生が卵嚢から孵化するのには1カ月かかる。

## 分布
日本近海は房総半島から九州にかけて。大西洋西岸はノースカロライナからウルグアイにかけて分布。近年ではビスケー湾でも見られる。

## 化石
下総層群の更新世（約数十から百万年前）の地層から化石が見つかっている。

## 人との関係
江戸時代後期の武蔵石壽による『目八譜』では、殻表に毛が無いものを加古法螺（かこぼら）、毛が生えたものを衣被（きぬかつぎ）として図示し、両者は同じ種と記されている。足などの身は甘みがあって美味いが、唾液腺や内臓にはフグ毒テトロドトキシンがあるので、リスクをおかして食べる場合は内臓を十分に切除する必要がある。

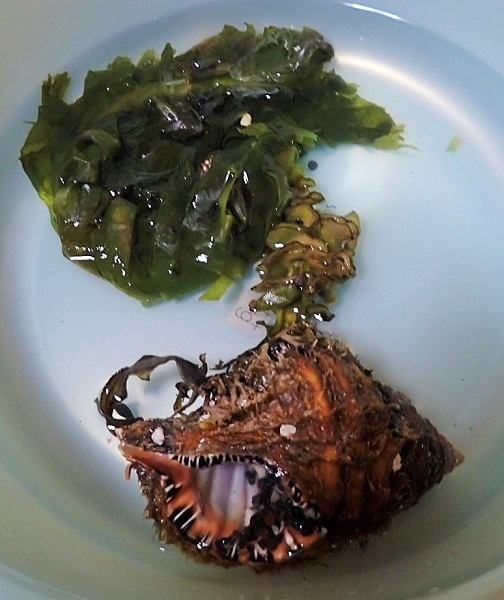
ワカメが生えたカコボラ 三浦半島和田